# Седамдесет апостола
Према хришћанском учењу, осим дванаест великих апостола, Господ је изабрао још и седамдесет других, малих апостола, и послао их на проповед Јеванђеља.
И посла их два по два пред лицем својим у сваки град и мјесто куда намјераваше сам ићи... Идите; ево ја вас шаљем као јагањце међу вукове (Лк 10, 1 и 5).
Неки од ових Седамдесет одустали Господа не с намером издајства, него по немоћи људској и маловерности (Јн 6, 66). И као што је Јудино раније место било попуњено другим апостолом, тако су и места ових ученика била попуњена другим изабраницима. Ови апостоли трудили су се на истом послу као и дванаест великих апостола, били су помоћници Дванаесторици у ширењу и утврђивању Цркве Божје у свету. 
Српска православна црква слави овај празник 4. јануара по црквеном, а 17. јануара по грегоријанском календару.

## Списак седамдесеторице апостола
- Агав
- Акила
- Амплије
- Ананија
- Андроник
- Апелије
- Аполос
- Аристарх
- Аристовул
- Артема
- Архип
- Асинкрит
- Ахаик
- Варнава
- Гај
- Дионисије
- Евод
- Епафрас
- Епафродит
- Епенет
- Ераст
- Јерма
- Ермин
- Зина
- Јаков
- Јасон
- Исус-Јуст
- Иродион
- Карп
- Клеопа
- Климент
- Кодрат
- Крискент
- Крисп
- Куарт
- Лин
- Лука
- Лукије
- Марко
- Марко-Јован
- Наркис
- Никанор
- Олимпасије
- Онисим
- Онисифор
- Пармен
- Патров
- Прохор
- Пуд
- Руф
- Сила
- Силуан
- Симеон
- Сосипатер
- Состен
- Стахије
- Стефан
- Тертије
- Тимон
- Тимотеј
- Тит
- Тихик
- Трофим
- Урван
- Тадеј
- Филимон
- Филип
- Филолог
- Флегонт
- Фортунат